# 塘朗山
塘朗山是一座位于广东省深圳市南山区东北部的山峰，海拔430米。現位於塘朗山郊野公園内。

## 歷史
塘朗山一帶自明清时期就有客家人定居。

### 塘朗山石礦場
塘朗山石礦場約於1980年代開採，曾是深圳市礦業全盛期間所開設的669座石礦場之一，佔地32.02公頃。已於2000年代初停止開採。曾經高149米的石礦場斜坡整理為13個台階，並進行綠化工程，同時在礦場底部建造一個面積達10萬平方米的人工湖。修復工程已於2006年完成。
2000年代，石礦場被納入塘朗山郊野公園，用作觀光用途。及後，由於深圳地鐵7號線的興建，塘朗山石礦場的人工湖被回填 ，改為用作興建該線的深雲車輛段，並已於2016年啟用。而在車輛段上蓋，則建有深雲控制中心及地鐵員工宿舍，並預留設立文體公園的空間。此外，在石礦場南面，除了有出入線隧道口，亦設有進出車輛段的行車隧道。

### 塘朗山郊野公園
面积约15000亩。是深圳中心城區最大的公園。有桫椤、仙湖苏铁、粘木、土沉香、金毛狗等珍稀動植物。